# 福谷町
福谷町（うきがいちょう）は、愛知県みよし市の町名。

## 地理
みよし市北東部に位置する。北は三好丘あおば、東は三好丘旭・三好丘、南東は三好丘桜、南は莇生町、南西は愛知郡東郷町大字諸輪、西は黒笹町に隣接する。また北東に飛地（字下り松の一部・上三戸口）があり、この飛地の北は豊田市保見町、東は豊田市浄水町、南から西は三好丘旭に隣接する。難読地名として知られる。

### 河川
- 境川
- 小石川

### 小字
- 阿弥陀堂（あみだどう）
- 市場（いちば）
- 壱丁田（いっちょうでん）
- 井守下（いもりげ）
- 杁ノ奥（いりのおく）
- 大坂（おおさか）
- 大沢（おおさわ）
- 落合（おちあい）
- 鑰之洞（かぎのほら）
- 蟹畑（かにばた）
- 上三戸口（かみさんどぐち）
- 上地念古（かみぢねんご）
- 北井山（きたいやま）
- 経ヶ峯（きょうがみね）
- 吉良戸（きらと）
- 蔵屋敷（くらやしき）
- 小宮（こみや）
- 才戸（さいど）
- 坂上（さかうえ）
- 下り松（さがりまつ）
- 四反田（したんだ）
- 清水道（しみずみち）
- 下地念古（しもぢねんご）
- 社口（しゃぐち）
- 重郎左（じゅうろうざ）
- 定壱貫（じょういっかん）
- 善ヶ山（ぜんがやま）
- 大日（だいにち）
- 竹ヶ花（たけがはな）
- 棚田（たなだ）
- 築田（ちくだ）
- 寺田（てらだ）
- 寺ノ前（てらのまえ）
- 堂ノ後（どうのご）
- 仲田（なかだ）
- 西荒井（にしあらい）
- 西大山（にしおおやま）
- 西ノ洞（にしのほら）
- 西道上（にしみちのうえ）
- 根浦（ねうら）
- 八兵（はちべい）
- 花立（はなたて）
- 広久伝（ひろくでん）
- 細田（ほそだ）
- 南井山（みなみいやま）
- 宮ノ前（みやのまえ）
- 最中（もっちゅう）
- 薬師洞（やくしぼら）
- 蓬平地（よもぎひらち）

## 歴史
元々明治時代以前の加茂郡福谷村を指す西加茂郡三好町大字福谷である。昭和中後期の区画整理により三好ヶ丘が福谷から分離した。

### 町名の由来
埿（うき）の字が浖に転じ、さらに福の字になったとする説があるものの、定説とはなっていない。また、浖貝の表記も存在したという。

### 沿革
- 南北朝時代～戦国時代 - 記録に「浮谷郷」の名が残る[6]。三河国加茂郡[6]。
- 江戸時代 - 三河国碧海郡より加茂郡に移る[6]。寛永年中に、黒笹村を分村したという[6]。
- 1889年（明治22年）10月1日 - 町村制施行・合併に伴い、西加茂郡莇生村大字福谷となる[6]。
- 1906年（明治39年）7月1日 - 合併に伴い、三好村大字福谷となる[6]。
- 1958年（昭和33年）4月1日 - 町制施行に伴い、三好町大字福谷となる[6]。
- 1993年（平成5年）5月1日 - 一部が三好丘一丁目から八丁目・三好丘旭一丁目から五丁目となる[7]。
- 1995年（平成7年）2月11日 - 一部が三好丘緑一丁目から五丁目・三好丘桜一丁目から五丁目となり、一部を三好丘六丁目へ編入[8]。
- 2002年（平成14年）11月2日 - 一部がひばりヶ丘一丁目から二丁目となる[9]。
- 2010年（平成22年）1月4日 - 市制施行に伴い、みよし市福谷町となる。
- 2011年（平成23年）5月7日 - 一部が黒笹二丁目から三丁目・黒笹いずみ二丁目から三丁目・三好丘あおば一丁目から二丁目となる[10][11]。
- 2015年（平成27年）5月16日 - 一部が根浦町一丁目から七丁目となる[10][12]。
- 2020年（令和2年）7月1日 - 一部（根浦・定壱貫の各一部）が黒笹山手となる[13]。

## 世帯数と人口
2019年（令和元年）8月1日現在の世帯数と人口は以下の通りである。
| 大字   | 世帯数    | 人口    |
| ------ | --------- | ------- |
| 福谷町 | 1,087世帯 | 2,578人 |

### 人口の変遷
国勢調査による人口の推移
| 2010年（平成22年） | 7,271人 | [ 14 ] |  |
| 2015年（平成27年） | 2,864人 | [ 15 ] |  |

## 学区
市立小・中学校に通う場合、学区は以下の通りとなる。
| 字・番地等                            | 小学校                 | 中学校                 |
| ------------------------------------- | ---------------------- | ---------------------- |
| 北井山、下り松の一部 上三戸口         | みよし市立三好丘小学校 | みよし市立三好丘中学校 |
| 広久伝の一部、四反田の一部 大沢の一部 | みよし市立黒笹小学校   | みよし市立三好丘中学校 |
| その他                                | みよし市立北部小学校   | みよし市立北中学校     |

なお、公立高等学校全日制普通科に通う場合、三河学区となるが、尾張地区の日進、日進西、東郷の各公立高普通科に通学できる調整特例がある。

## 交通

### 鉄道
名鉄豊田線が北部を走るが、駅は設置されていない。三好丘の三好ヶ丘駅または黒笹いずみの黒笹駅が最寄駅となる。

### バス
- さんさんバス

### 道路
- 東名高速道路 - 東名三好インターチェンジが置かれている。
- 愛知県道54号豊田知立線
- 愛知県道231号米野木莇生線

## 施設
- 東海学園大学三好キャンパス（北緯35度7分31.8秒 東経137度6分12.6秒 / 北緯35.125500度 東経137.103500度）
- 尾三消防本部みよし消防署（北緯35度7分19.9秒 東経137度6分22.8秒 / 北緯35.122194度 東経137.106333度）
- みよし市立城山保育園（北緯35度6分49.7秒 東経137度6分0.5秒 / 北緯35.113806度 東経137.100139度）
- みよし市立黒笹保育園（北緯35度7分35.2秒 東経137度5分53秒 / 北緯35.126444度 東経137.09806度）
- 福谷住宅集会所
- 根浦集会場
- 豊田警察署みよし北交番
- 社団法人愛知県トラック協会中部トラック総合研修センター（北緯35度7分20.5秒 東経137度6分10秒 / 北緯35.122361度 東経137.10278度）
- 福谷公園（北緯35度6分53.2秒 東経137度5分59秒 / 北緯35.114778度 東経137.09972度）
- 圓滿山福谷寺 – 真宗大谷派[5]（北緯35度6分46秒 東経137度6分5.2秒 / 北緯35.11278度 東経137.101444度）
- 澤松山歸西寺 – 浄土宗鎮西派[18][5]（北緯35度6分49.5秒 東経137度6分8.4秒 / 北緯35.113750度 東経137.102333度）
- 御岳神社（社口 福谷御嶽山頂）（北緯35度7分7.2秒 東経137度6分14.2秒 / 北緯35.118667度 東経137.103944度）
  - 八十八ヶ所仏像
- 県営福谷団地

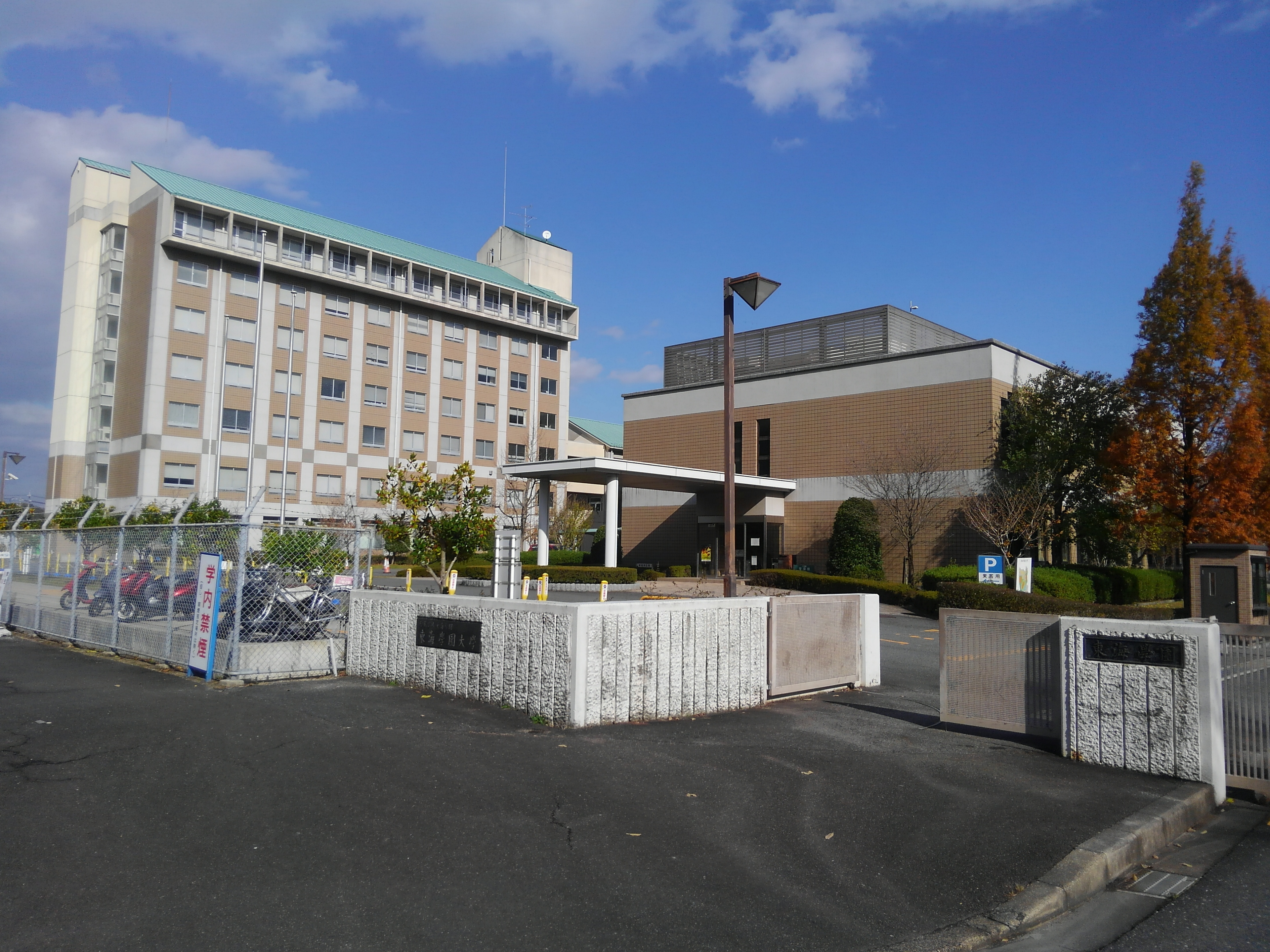
東海学園大学三好キャンパス

## 旧跡
- 福谷城跡[5]

## その他

### 日本郵便
- 郵便番号 : 470-0207[3]（集配局：三好郵便局[19]）。